# Джениволта
Джениво̀лта (на италиански: Genivolta, на местен диалект: Geniòlta, Джениолта) е село и община в Северна Италия, провинция Кремона, регион Ломбардия. Разположено е на 70 m надморска височина. Населението на общината е 1182 души (към 2017 г.).